# 安田景元
安田 景元（やすだ かげもと、生没年不詳）は、戦国時代の武将。越後安田氏当主。安田城城主。官途は越中守。通説では安田広春の養子で、正室は広春の娘。
子に安田顕元、安田能元。

## 生涯
出自の詳細は不明であるが、永正12年（1515年）閏2月に長尾為景から所領安堵を受けた「安田百」が元服前の景元であったと考えられる。ただし、本領の安田は当初は玄統（法名）の娘が継いだことが知られており（天文3年2月15日付安田越中守（景元）宛長尾為景書状）、玄統は安田清広かその後継者とされる弥九郎某に相当する女性とみられる。丸島和洋は景元が有力な庶家の出身もしくは清広の庶子（弥九郎の弟）であったとし、しかも永正年間に既に所領安堵を受けて安田氏の当主（もしくは次期当主）と認識されている景元を差し置いて広春が安田氏の当主になることはあり得ないとして、これまでの通説を否定している（なお、丸島は北条氏の家督についても北条高広（松若丸）と広春の関係を否認している）。
この安田氏は、同じ上杉家臣の安田長秀をはじめとする大見安田氏とは別氏族である毛利安田氏（安田長秀#出自を参照）にあたる。
上条定憲を中心とする長尾為景に対する反乱（上条の乱）が起きると、景元は為景に従い反乱軍と戦った。上条の乱は一進一退の状態を繰り返したが、為景の隠居によってとりあえず沈静化した。その後、景元は為景の子・長尾晴景、景虎（上杉謙信）と2代にわたり従う。天文24年/弘治元年（1555年）には、同じ大江系毛利一族である北条高広の叛意を素早く直江景綱に知らせ、謙信から賞賛を受けた。